# Transfiguratiekathedraal (Nizjni Novgorod)
De Kathedraal van de Transfiguratie (Russisch: Спа́со-Преображе́нский собо́р) of Spasskija Starojarmarotsjny Kathedraal (Russisch: Спасский Староярмарочный собор) is een Russisch-orthodoxe kathedraal in de Russische stad Nizjni Novgorod. De kathedraal is het oudste nog bestaande gebouw van het oude handelsgebied dat bij Nizjni Novgorod werd gevestigd, na een allesvernietigende brand in 1816 op de oude plek bij het Makarjevklooster.

## Geschiedenis
De kathedraal werd gebouwd in de jaren 1818-1822 op de linkeroever van de Oka. Vanwege het drassige grondgebied, dat in de lente vaak overspoeld werd door de uit de oevers tredende rivier, werd de kerk op palen gebouwd. Al in de vroege jaren 50 van de 19e eeuw bleek de fundering ernstig aangetast en moest de kathedraal eind 19e eeuw ingrijpend worden gerestaureerd. Architect van de kerk was de uit Frankrijk afkomstige Auguste de Montferrand, tevens de architect van de Izaäkkathedraal in Sint-Petersburg. Omdat de bouw, los van de geringere afmetingen, opvallend veel gelijkenissen vertoont met de Izaäkkathedraal en Montferrand meerdere ontwerpen maakte voor die kerk is het mogelijk dat hij bij de bouw van de kerk in Niznji Novgorod een van de oude tekeningen gebruikte.
Na de voltooiing van de kathedraal veroorzaakte de iconostase van de kathedraal een fikse rel. De Italiaan Toricelli had bij de vervaardiging van de iconen geen rekening gehouden met de orthodoxe zeden en een aantal heiligen met ontblote lichaamsdelen afgebeeld. Veel kooplieden weigerden uit schaamte nog naar de kerk te gaan, anderen namen hun eigen iconen mee. Uiteindelijk werd er voor de kathedraal een nieuwe iconostase ontworpen door de Russische architect Vasili Petrovitsj Stasov.

## Sovjetperiode
Na de Oktoberrevolutie werd de kathedraal onttrokken aan de kerk en overgedragen aan een bedrijf. In 1989 besloot de Raad voor Religieuze Zaken van de Sovjet-Unie om de kathedraal terug te geven aan de Russisch-orthodoxe Kerk. De klokkentoren uit het bouwjaar 1906 overleefde de Sovjetperiode niet.

## Heropening
De overdracht van de kerk vond plaats in 1991 en vervolgens begon men onmiddellijk met de restauratie van het gebouw en het opknappen van de omgeving. Tot 2009 was de kathedraal de hoofdkerk van het bisdom Nizjni Novgorod-Arzamas. Nadat de restauratiewerkzaamheden aan de Alexander Nevski-kathedraal waren afgerond werd deze kerk de hoofdkerk van het bisdom. Op 11 september werd voor de kathedraal door patriarch Kirill een monument voor de slachtoffers van Tsjernobyl onthuld, voorstellende een engel met gekruiste armen op een sokkel met granieten platen waarop citaten uit de Heilige Schrift en namen van slachtoffers staan.

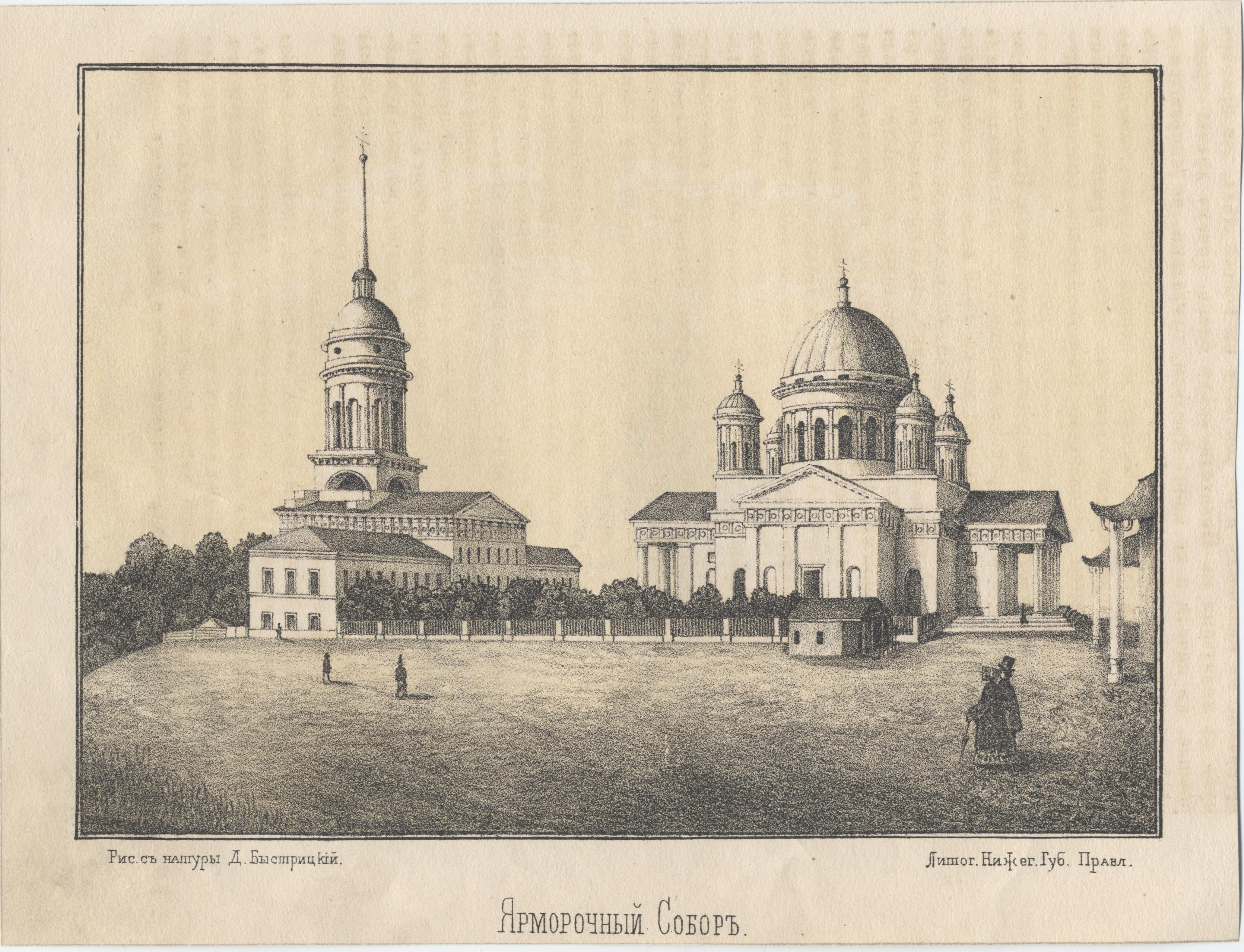
Prent uit 1850 met klokkentoren die eind 19e eeuw werd ontmanteld
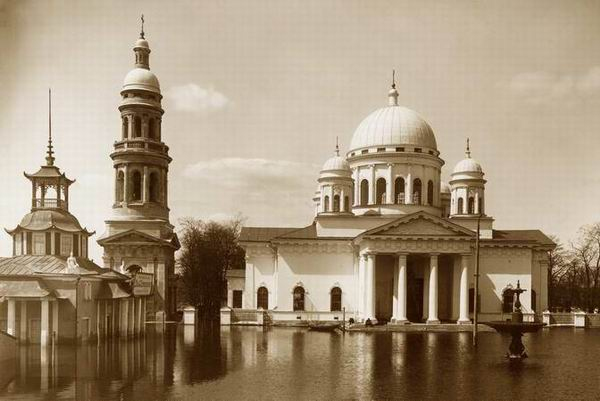
Kathedraal met nieuwe klokkentoren
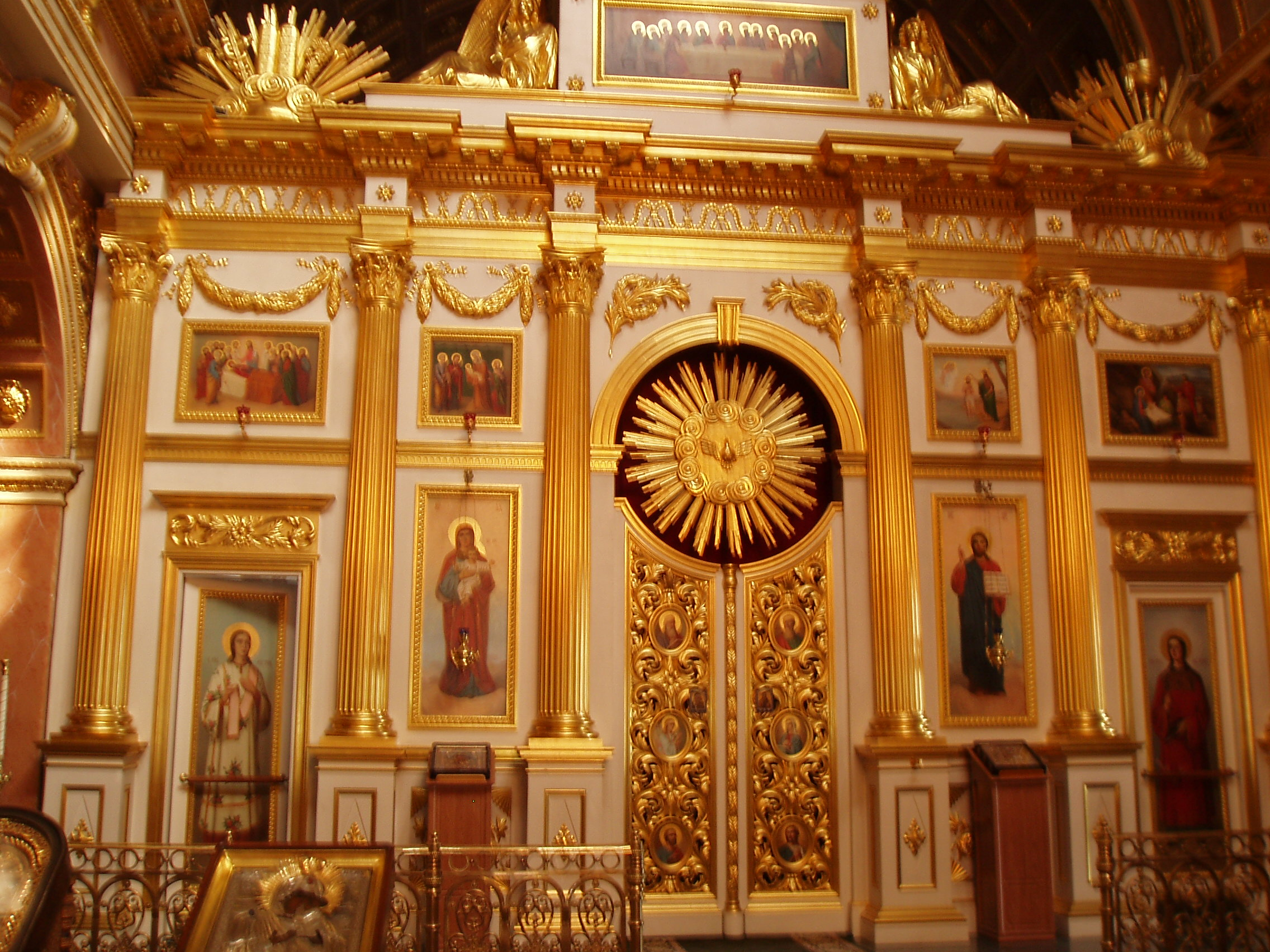
Iconostase
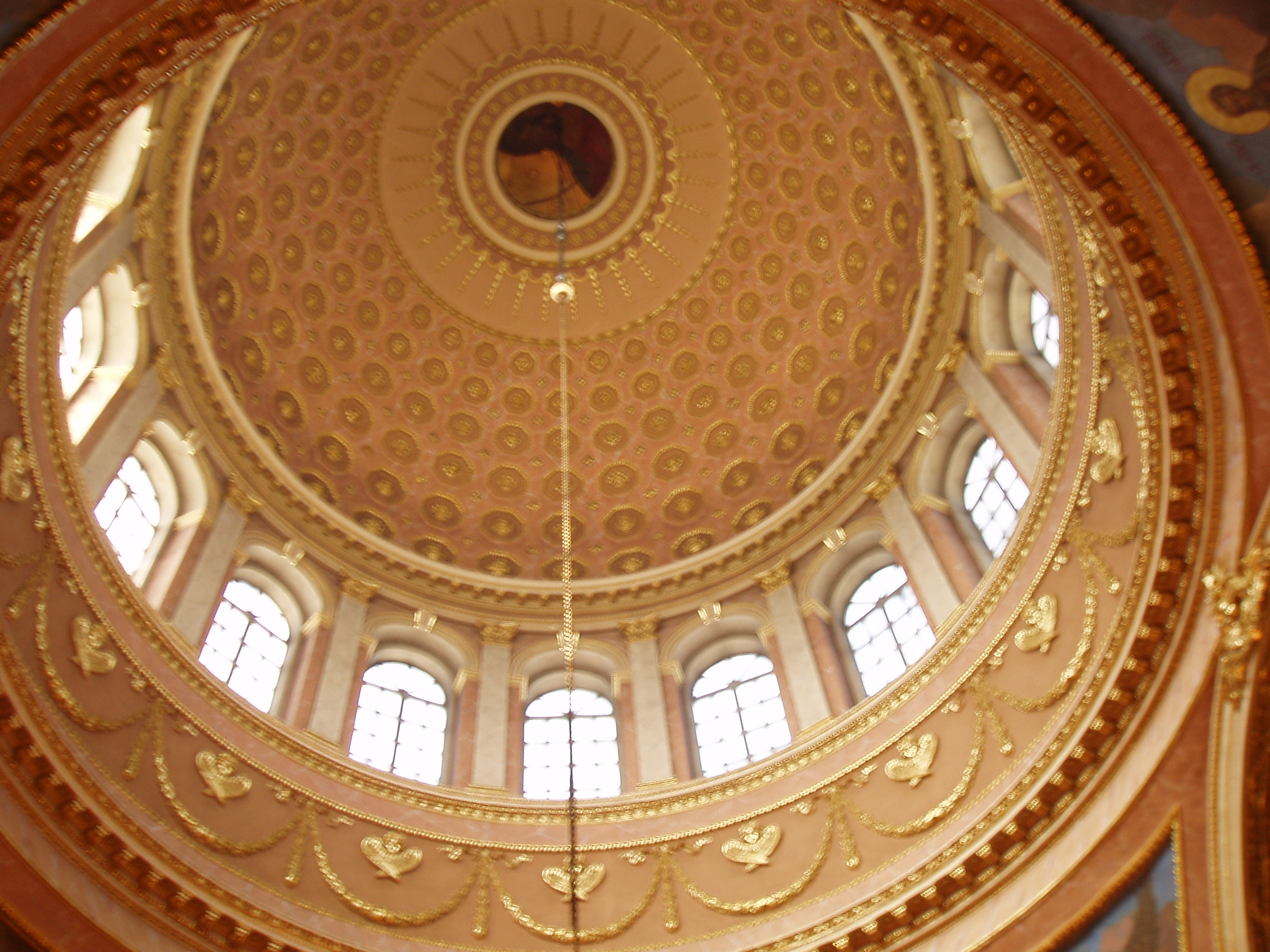
Koepel